# Right Royal
Right Royal (1958 - 1973) est un cheval de course pur-sang, participant aux courses de plat. Propriété d'Élisabeth Couturié, il était entraîné par Étienne Pollet et monté par Roger Poincelet. 

## Carrière de courses
Élevé au Haras du Mesnil, dans la Sarthe, par sa propriétaire Élisabeth Couturié, Right Royal est confié au grand entraîneur cantilien Étienne Pollet, qui le fait débuter à l'été de ses 2 ans. Ses premiers pas sont quelconques, mais dès sa deuxième sortie il s'affirme comme l'un des meilleurs 2 ans français, et même le meilleur puisqu'il s'adjuge coup sur coup les deux plus grandes courses de l'automne, le Prix de la Salamandre et le Grand Critérium, la grande finale des 2 ans. 
C'est fort de ce statut, qui fait de lui le favori des classiques, qu'il revient au printemps 1961. Mais Right Royal se prend les pieds dans le tapis lors de sa course de rentrée, ou plutôt c'est son jockey Roger Poincelet, pourtant le numéro 1 de sa profession à l'époque, qui se rate complètement. Le poulain est largement battu par un certain Aerodynamic, mais ne tarde pas à remettre les pendules à l'heure en survolant la Poule d'Essai des Poulains. Son passage au-delà des 2 000 mètres ne pose aucun problème, il enchaîne avec le Prix Lupin et, grandissime favori, ne tremble pas dans le Prix du Jockey Club. Dans chacune de ces deux courses il domine l'excellent Match II, destiné à devenir l'un des meilleurs chevaux d'âge de son époque. 
Prophète en son pays, Right Royal est envoyé à Ascot pour se mesurer dans les King George & Queen Elizabeth Stakes au vainqueur du Derby d'Epsom St. Paddy. La course doit décider qui est le meilleur poulain d'Europe, et c'est sans conteste le protégé d'Étienne Pollet, qui s'impose à la parade par trois longueurs. Sa seule incursion, victorieuse, sur le sol anglais, lui suffira à décrocher le titre de cheval de l'année 1961 en Angleterre. Reste à conquérir le Graal, le Prix de l'Arc de Triomphe, pour lequel il est le logique et grandissime favori, conforté par sa victoire en septembre dans une préparatoire prisée, le Prix Henri Foy. Grandissime favori donc, malgré un terrain souple redouté, et meilleur poulain d'Europe : les Français et les Anglais, obnubilés par leur rivalité, en ont oublié que l'Italie est encore à l'époque un grand pays de courses. Et qu'un poulain transalpin, victime d'une blessure qui l'a privé d'un printemps classique, s'est baladé en août dans le Grand Prix de Deauville devant le vainqueur du Prix Ganay, Misti. Il s'appelle Molvedo et ne fait qu'une bouchée de ses adversaires de l'Arc, laissant Right Royal régler pour la place de dauphin Misti, High Hat (le cheval de Winston Churchill) et Match II.
Right Royal est rentré au haras après cette défaite. Timeform lui octroie un très bon rating de 135, et dans le livre de référence A Century of Champions de John Randall et Tony Morris, il occupe le 32e rang dans le classement des meilleurs chevaux français du XXe siècle.  

### Résumé de carrière
| Date        | Hippodrome  | Pays        | Course                               | Distance    | Jockey       | Place       | Écart       | Vainqueur ou deuxième |
| 1960, 2 ans | 1960, 2 ans | 1960, 2 ans | 1960, 2 ans                          | 1960, 2 ans | 1960, 2 ans  | 1960, 2 ans | 1960, 2 ans | 1960, 2 ans           |
| ----------- | ----------- | ----------- | ------------------------------------ | ----------- | ------------ | ----------- | ----------- | --------------------- |
| Août        | Chantilly   | France      | Prix Omar                            |             | R. Poincelet | 5e          |             |                       |
| Août        | Le Tremblay | France      |                                      |             | R. Poincelet | 1er         |             |                       |
| Septembre   | Longchamp   | France      | Prix de la Salamandre                | 1 400 m     | R. Poincelet | 1er         | 3           |                       |
| Octobre     | Longchamp   | France      | Grand Criterium                      | 1 600 m     | R. Poincelet | 1er / 17    | 2           | Moskova               |
| 1961, 3 ans |             |             |                                      |             |              |             |             |                       |
| Avril       | Longchamp   | France      | Prix de Fontainebleau                | 1 600 m     | R. Poincelet | 2e          | 10          | Aerodynamic           |
| 30 avril    | Longchamp   | France      | Poule d'Essai des Poulains           | 1 600 m     | R. Poincelet | 1er / 5     | 3           | Cocomel               |
| 14 mai      | Longchamp   | France      | Prix Lupin                           | 2 100 m     | R. Poincelet | 1er / 9     | 2 ½         | Match II              |
| 4 juin      | Chantilly   | France      | Prix du Jockey Club                  | 2 400 m     | R. Poincelet | 1er / 15    | 3           | Match II              |
| 15 juillet  | Ascot       | Royaume-Uni | King George & Queen Elizabeth Stakes | 2 400 m     | R. Poincelet | 1er / 4     | 3           | St. Paddy             |
| Septembre   | Longchamp   | France      | Prix Henri Foy                       | 2 200 m     | R. Poincelet | 1er / 9     |             | Carteret              |
| 8 octobre   | Longchamp   | France      | Prix de l'Arc de Triomphe            | 2 400 m     | R. Poincelet | 2e / 19     | 2           | Molvedo               |

## Au haras
La deuxième carrière de Right Royal est plutôt une réussite, même si elle s'achève prématurément puisque l'étalon décède à 15 ans. Il eut le temps de donner plusieurs chevaux de grande valeur, à l'image de Prince Regent (Irish Derby) et Salvo (Grosser Preis von Baden, deuxième des King George et de l'Arc). 

## Origines
Right Royal est un fils du grand Owen Tudor, qui remporta durant la guerre les substituts du Derby et de la Gold Cup, lesquels ne pouvaient se dérouler sur leur hippodrome respectifs, réquisitionnés par la guerre, avant de produire au haras deux cracks exceptionnels, le miler Tudor Minstrel et le sprinter Abernant, tous deux crédités de ratings historiques par Timeform (144 pour le premier, 142 pour le second). La mère, Bastia, n'avait guère de talent, mais suffisamment pour servir en course de pacemaker à la championne de l'écurie Couturié Tahiti, lauréate du Prix de Diane 1954.

### Pedigree
| Origines de Right Royal (FRA), mâle bai brun, 1958 | Origines de Right Royal (FRA), mâle bai brun, 1958 | Origines de Right Royal (FRA), mâle bai brun, 1958 | Origines de Right Royal (FRA), mâle bai brun, 1958 |
| -------------------------------------------------- | -------------------------------------------------- | -------------------------------------------------- | -------------------------------------------------- |
| Père Owen Tudor 1938                               | Hyperion 1930                                      | Gainsborough                                       | Bayardo                                            |
| Père Owen Tudor 1938                               | Hyperion 1930                                      | Gainsborough                                       | Rosedrop                                           |
| Père Owen Tudor 1938                               | Hyperion 1930                                      | Selene                                             | Chaucer                                            |
| Père Owen Tudor 1938                               | Hyperion 1930                                      | Selene                                             | Serenissima                                        |
| Père Owen Tudor 1938                               | Mary Tudor 1931                                    | Pharos                                             | Phalaris                                           |
| Père Owen Tudor 1938                               | Mary Tudor 1931                                    | Pharos                                             | Scapa Flow                                         |
| Père Owen Tudor 1938                               | Mary Tudor 1931                                    | Anna Bolena                                        | Teddy                                              |
| Père Owen Tudor 1938                               | Mary Tudor 1931                                    | Anna Bolena                                        | Queen Elizabeth                                    |
| Mère Bastia 1951                                   | Victrix 1934                                       | Kantar                                             | Alcanatra                                          |
| Mère Bastia 1951                                   | Victrix 1934                                       | Kantar                                             | Karabe                                             |
| Mère Bastia 1951                                   | Victrix 1934                                       | Victory                                            | Swynford                                           |
| Mère Bastia 1951                                   | Victrix 1934                                       | Victory                                            | Lineage                                            |
| Mère Bastia 1951                                   | Barberybush 1934                                   | Ksar                                               | Brûleur                                            |
| Mère Bastia 1951                                   | Barberybush 1934                                   | Ksar                                               | Kizil Kourgan                                      |
| Mère Bastia 1951                                   | Barberybush 1934                                   | Pervencheres                                       | Maboul                                             |
| Mère Bastia 1951                                   | Barberybush 1934                                   | Pervencheres                                       | Poet's Star (famille 3-f)                          |